# KWCH-Sendemast
Der KWCH-Sendemast ist ein 457,5 Meter hoher abgespannter Sendemast zur Verbreitung von UKW- und TV-Programmen in Burrton, Harvey County, Kansas, USA. Der KWCH-Sendemast wurde 1963 fertiggestellt und ist das höchste Bauwerk in Kansas. Er befindet sich im Eigentum von Gray Television.